# گمینا ژخلین
گمینا ژخلین (به لهستانی:  Gmina Żychlin) یک گمینا در لهستان است که در شهرستان کوتنو واقع شده‌است. گمینا ژخلین ۷۶٫۶۵ کیلومتر مربع مساحت و ۱۲٬۹۸۴ نفر جمعیت دارد.